# اعتراضات ۱۳۹۹ سیستان و بلوچستان
اعتراضات اسفندماه ۱۳۹۹ در استان سیستان و بلوچستان مجموعه اعتراضاتی است که در واکنش به کشته‌شدن سوخت‌بران توسط سپاه پاسداران در شهرستان سراوان صورت گرفت. اینترنت، شبکه موبایل، خطوط ثابت و تلفن همراه در بیشتر شهرهای استان در پی اعتراضات قطع یا دچار اختلال شد.
این اعتراضات از روز ۴ اسفند در جنوب شرق ایران، آغاز شد و در شهرهای دیگری همچون سراوان، ایران‌شهر، قلعه بید، شورو، زاهدان، سرجنگل، خاش و میرجاوه گسترش پیدا کرد. در درگیری و شلیک سپاه پاسداران به معترضان بیش از ۱۰ سوخت‌بر و معترض کشته شدند.

## زمینه
به دلیل فقر، فلاکت و بحران اقتصادی در سیستان و بلوچستان، منبع درآمد بسیاری از مرزنشینان در شهروندان سیستان و بلوچستان، سوخت‌بری است. به گفته کمپین فعالین بلوچ، در روز ۴ اسفند ۱۳۹۹ سپاه پاسداران اقدام به تیراندازی به سمت سوخت‌بران بلوچ در نقطه صفر مرزی «آسکان» می‌کند و دست‌کم ۱۷ نفر از سوخت‌بران کشته شده و ۵ تا ۵۰ تن نیز زخمی می‌شوند. به دنبال انتشار تصاویر کشته‌شدگان، برای تجمع «در حمایت از سوخت‌بران و خانواده قربانیان» فراخوان‌هایی صادر می‌شود.
همچنین پیش از این واقعه، دولت جمهوری اسلامی یک طرح به اسم «رزاق» تصویب کرد که به موجب آن، جایگاه‌های سوخت‌رسانی در طول مرز تأسیس شود و فروش سوخت قانونی گردد، اما این طرح باعث نارضایتی شهروندان بلوچ شد و ممکن است بسیاری منبع درآمد خود را از دست دهند. به گفته عبدالله عارف، مدیر کمپین فعالان بلوچ «در حقیقت سپاه پاسداران می‌خواهد فروش سوخت را به‌طور انحصاری در دست بگیرد و از این طریق تحریم‌های بین‌المللی را دور بزند و سوخت را به‌طور غیرقانونی به پاکستان بفروشد».
سالانه ده‌ها شهروند ایرانی (بلوچ و غیر بلوچ) سوخت‌بر و کولبر در استان‌های سیستان و بلوچستان، کرمان، هرمزگان، کردستان و … بر اثر تیراندازی مأموران، کشته می‌شوند.

## تجمع و درگیری
در صبح روز ۵ اسفند ۱۳۹۹، فیلم و تصاویری منتشر شد که خانواده سوخت‌بران به درون ساختمان فرمانداری سراوان هجوم بردند و یک خودرو پلیس به آتش کشیده شد. گزارش شد که نیروهای انتظامی و امنیتی با گاز اشک‌آور با معترضان درگیر شدند.
همچنین شماری از سوخت‌بران مقابل پایگاه سپاه در نقطه صفر مرزی «آسکان» شهرستان سراوان، خواستار بازگشایی مرز و اجازه تردد شدند اما برخی از فیلم‌ها صدای شلیک نیروهای سپاه پاسداران به سمت آن‌ها شنیده می‌شد. نیروهای نظامی سپاه پاسداران سیستان و بلوچستان که به مرصاد مشهورند، با بستن مسیرهای سوخت‌بری و حفر چاله‌های بزرگ در نقاط صفر مرزی از تردد سوخت‌بران بلوچ ممانعت کردند که با اعتراض آن‌ها مواجه شدند.
جاده ترانزیتی چابهار به سمت ایرانشهر نیز توسط برخی از معترضان بسته شد و در چندین شهر سیستان و بلوچستان، وضعیت، بسیار ملتهب شد.
کمپین فعالان بلوچ نوشت که نیروهای امنیتی برای متفرق کردن معترضانی در مقابل ساختمان فرمانداری، «با گلوله‌های ساچمه‌ای و مشقی» به سمت معترضان تیراندازی کردند. همچنین این کمپین از زخمی‌شدن شماری از معترضان به دلیل شلیک گلوله و پرتاب گاز اشک‌آور خبر داد، اما نوشت از شمار آن‌ها هنوز اطلاعی در دست ندارد.
تصاویری که بر روی شبکه‌های اجتماعی گذاشته شده نشاندهنده ورود مردم معترض در روز چهارشنبه ۶ اسفند به «پاسگاه نیروی انتظامی کورین» در زاهدان است و گزارش‌هایی حاکی از ادامه درگیری‌ها در بخش کورین تا شامگاه چهارشنبه بوده است.
مقام‌های حکومتی ایران شرکت کنندگان در این اعتراضات را بدون ارائه سند و مدرک به «گروه‌های شرور» و «اشرار مسلح» منتسب کرده است اما در تصاویر منتشر شده معترضان مسلح نیستند.

### گسترش اعتراضات به شهرهای دیگر
تا روز ۹ اسفندماه ۱۳۹۹، اعتراضات در جاهای دیگری همچون: ایرانشهر، قلعه بید، شورو، زاهدان، سرجنگل و میرجاوه گسترش پیدا کرد.
علی‌رغم ادعای استاندار سیستان و بلوچستان در روز ۷ اسفندماه ۱۳۹۹، مبنی بر پایان یافتن اعتراضات در این استان و شرایط امنیتی به گفتهٔ آن‌ها مناسب، یک فعال بلوچ در روز ۹ اسفندماه گفت: «با وجود جو امنیتی بالا، اعتراضات شب و روز در شهرهای مختلف ادامه داشته و چندین پایگاه سپاه و بسیج هم از کنترل نیروهای حکومت جمهوری اسلامی خارج شده است.»
همچنین گفته شد بالگردهای سپاه در زاهدان در حال گشت‌زنی هستند تا اعتراضاتی در جایی شکل گرفت به سرعت آن را کنترل کنند و در شهر ایجاد رعب و وحشت کنند.
با انتشار ویدئوهایی توسط کمپین فعالین بلوچ از به آتش کشیدن ساختمان بخشداری آشار در شهرستان سرباز و بستن جاده پنجشیر–میرجاوه توسط معترضان ادامه درگیری‌ها در شماری از شهرهای سیستان و بلوچستان نشان داده شد.

## کشته و زخمی
وب‌سایت کمپین فعالان بلوچ شمار کشته‌شدگان این اعتراضات را بیش از ۱۰ نفر اعلام کرده است اما مقام‌های جمهوری اسلامی تا ۹ اسفندماه کشته شدن چهار نفر شامل سه سوخت‌بر و یک سرباز را به‌طور رسمی پذیرفته‌اند. یکی از جان باختگان حسن محمدزهی، ۱۳ ساله در روستای شورو زاهدان نام دارد که در ۶ اسفند به دست نیروهای نظامی کشته شد.
۸ اسفندماه، مدیر کمپین فعالان بلوچ، در مصاحبه با رادیو فردا، گفت شمار کشته شدگان به بیش از ۱۵ تن رسیده است.
هویت ۷ تن از جان‌باختگان مشخص شده است: «محمد شهرسان زهی فرزند کاهم داد، عزیز شهرسان زهی ۱۶ ساله فرزند لهداد اهل شهرستان مهرستان، محمد درزاده فرزند عبدالغفور ساکن روستای دزک از توابع شهرستان سراوان، عبدالجلیل شه بخش فرزند ملاحسین، زکریا از طایفه شه بخش فرزند یارمحمد، سعید از طایفه شه بخش فرزند یارمحمد، عمر شه بخش فرزند ملا حسین»
تا روز ۱۳ اسفندماه ۱۳۹۹ آمار کشته‌های اعتراضات به دستکم ۲۳ تن رسیده است. منابع محلی نیز اسامی برخی از زخمی‌های سوخت‌بران و اعتراضات مردمی پس از آن را اعلام کردند؛ «عبدالستار دهواری» اهل روستای کلپورگان، «ادریس بلوچ زهی» اهل روستای بلبل، «بهزاد آزادی» اهل مهرستان، «محمد مندازهی» اهل سرجنگل کورین، «سلمان» فرزند جنگهان اهل پرکن سوران، «دانیال سعیدی» دانش آموز ۱۵ ساله اهل سراوان، «عمر شه بخش» و «مهدی شه بخش» هر دو اهل منطقه قلعه بید و همچنین «یحیی شکل زهی» که با شلیک مستقیم گلوله از ناحیه پا زخمی شد.
۲۰ اسفندماه ۱۳۹۹ یک سوخت‌بر دیگر در شهرستان سراوان، در پی شلیک مستقیم نیروهای نظامی در منطقه زخمی شد. نادر چاکری، ۲۹ ساله، فرزند نظر و اهل کلگان از توابع است که از ناحیه شانه سمت چپ مورد اصابت گلوله قرار گرفته است.

### آمار تلفات سوخت‌بران و نیز معترضان
- آمار تلفات سوخت‌بران: دست‌کم ۱۷ تن کشته[۴۶][۴۷][۴۸][۴۹] و ۵ تن زخمی.[۵۰]
- آمار تلفات معترضان: دست‌کم ۳۷ کشته و ۵۰ تن زخمی (توسط سپاه پاسداران انقلاب اسلامی).[۵۱][۵۲][۲۶]

### اعتراف‌گیری اجباری از خانوادهٔ کشته‌شدگان
خانواده کشته‌شدگان حوادث ۴ اسفندماه در سراوان تحت فشار قرار گرفتند تا سناریوی نهادهای امنیتی را بپذیرند.
یکی از بستگان عبدالرحمان شهرسان زهی از کشته شدگان در سراوان به خبرنگار بی‌بی‌سی گفته سپاه پاسداران برای گرفتن اعتراف اجباری از خانواده‌ها، به آنها فشار می‌آورد تا بگویند که تیراندازی از طرف مأموران پاکستان یا شبه‌نظامیان بود.

## بازداشت
کانال تلگرامی کمپین فعالان بلوچ نوشت که مأموران امنیتی «دست‌کم سه شهروند را که یکی از آن‌ها کودک بود بازداشت کردند.» هویت این افراد «محمد شهرسان زهی» فرزند کاهم داد، «عزیز شهرسان زهی» ۱۶ ساله فرزند لهداد و «محمد درزاده» فرزند عبدالغفور اعلام شده است. بر اساس گزارش‌ها، «پسرعموهای محمد» و «عزیز شهرسان زهی» از سوخت‌برانی بودند که سپاه پاسداران به آن‌ها «تیراندازی کرده بود» و آن‌ها برای «پیگیری» وضعیت آن‌ها به شهر سراوان آمده بودند.
کمپین فعالان بلوچ گزارش داده است: «شمار بسیاری از شهروندان زاهدان و به‌ویژه معترضان در منطقه شورو و کورین» بازداشت شده‌اند، مأموران امنیتی شماری از معترضان بلوچ زخمی شده در شورو را از درون بیمارستان همراه با ضرب و شتم بازداشت کرده‌اند. .

## اعتصاب
یک روز بعد، گزارش‌هایی منتشر شد که در چند شهر استان سیستان و بلوچستان در اعتراض به اعمال خشونت، اصناف در چند شهر، از جمله: زاهدان، ایرانشهر، پهره، جکیگور، سراوان… اقدام به اعتصاب و تعطیلی کرده‌اند. همچنین ویدئوهایی در شبکه اجتماعی منتشر شد که مغازه‌ها و بازارهای شهر سراوان تعطیل شده بودند و «نیروهای یگان ویژه مقابل بازار مشترک تجمع» کردند و برخی منابع گفتند که آنان در درون بازار گشت زنی می‌کنند. کانال تلگرامی رصد بلوچستان نوشت: «مأموران امنیتی در شهر سراوان به شهروندان اجازه ورود و خروج نمی‌دهند و فضای شهرهای استان سیستان و بلوچستان به شدت ملتهب و امنیتی است.». همچنین برخی منابع خبر از «فضای امنیتی» سراوان دادند.

## قطع اینترنت
بنابر گزارش‌های کمپین فعالین بلوچ در ۷ اسفند، «در سومین روز از اعتصابات و اعتراضات گسترده مردمی در سراسر استان، گزارش‌ها از قطعی گسترده اینترنت در بلوچستان حکایت دارد».

## واکنش‌ها
|              | رضا پهلوی | توییتر |
| @PahlaviReza |           |        |

             سوخت‌بری انتخاب هم‌میهنان بلوچ مظلوم ما در سیستان و بلوچستان نیست، این جمهوری اسلامی است که مردم محروم استان‌های مرزی ایران را به کارهای خطرناکی چون سوختبری و کولبری وادار کرده و خود نیز آنها را به گلوله می‌بندد.
         

        ۲۴ فوریه ۲۰۲۱

- محمدهادی مرعشی، معاون امنیتی-انتظامی استانداری استان سیستان و بلوچستان، شلیک به سوخت‌بران را به مأموران کشور پاکستان نسبت داد و ادعا کرد که تنها ۲ سوخت‌بر کشته و شش نفر زخمی شده‌اند و تجمع توسط «گروهک‌های ضدانقلاب و معاند» صورت گرفته است.[۶۱]
- مقام‌های محلی پاکستان در ۷ اسفند هر گونه تیراندازی گارد مرزی این کشور به سوخت‌بران را تکذیب کرد.[۱۵][۶۲]
- عرفان قارشین، کمیسر بخش مکران در منطقه خاران استان بلوچستان پاکستان، هر گونه تیراندازی گارد مرزی پاکستان به سوی سوخت‌بران ایرانی را تکذیب کرد.[۶۲]
- مولوی عبدالحمید، امام جمعه اهل سنت زاهدان با صدور بیانیه‌ای نسبت به کشته و زخمی‌شدن سوخت‌بران در منطقه مرزی سراوان اعتراض کرد و او تیراندازی به سوخت‌بران را «جنایت» نامید، این اقدام را محکوم کرده و افزوده «از مسئولین درخواست دارم در سریع‌ترین زمان ممکن عاملان این حادثهٔ دردناک را محاکمه و مجازات» کنند.[۳۱][۶۳]
- کانون مدافعان حقوق بشر، از کمیساریای عالی حقوق بشر سازمان ملل متحد خواست به این کشتار جمعی از سوخت‌بران و شهروندان سراوان و «سیاست‌های خشونت‌آمیز و کشتار مردم توسط نیروهای امنیتی حکومت جمهوری اسلامی» رسیدگی فوری کند. کانون مدافعان حقوق بشر این اقدام جمهوری اسلامی را «یادآور کشتار بی‌رحمانه مردم معترض به گران شدن بنزین در آبان سال ۹۸ توسط نیروهای امنیتی با شلیک مستقیم» دانسته است. کشته شدند.[۶۴]
- در حساب توییتر وزارت خارجه آمریکا ضمن اشاره به حوادث سراوان، نگرانی عمیق خود را از گزارش‌های مربوط به «قطع اینترنت و خشونت دولتی علیه سوخت‌بران و معترضان» ابراز داشتند.[۱۵][۶۵]
- کاربران شبکه اجتماعی هم با هشتگ «سراوان، تنها نیست» و «سوخت‌بَر نکشید» از مردم سراوان، حمایت کردند.[۶۶]
- چهار نهاد حقوق بشری؛ سازمان عفو بین‌الملل، «آرتیکل ۱۹»، «اکسس نآو»، و «گروه میان» از ایران خواستند نقش بنیادین اینترنت در بهره‌مندی از حقوق بشر را به رسمیت بشناسد. در بخشی از نامهٔ این چهار نهاد حقوق بشری به حکومت ایران آمده: «محدود کردن دسترسی به اینترنت نقض جدی حقوق بشر بین‌المللی به خصوص در رابطه با آزادی بیان و حق اعتراض است که توسط میثاق حقوق مدنی و سیاسی – که ایران عضو آن است – تضمین شده است. مقامات باید اطمینان حاصل کنند که تمام مردم ساکن سیستان و بلوچستان بدون هیچ‌گونه تبعیضی قادر به بهره‌مندی از این حقوق هستند».[۶۷]
- مولوی عبدالحمید، امام جمعه اهل سنت در نماز جمعه خواستار حفظ آرامش، لزوم بررسی دقیق، بی‌طرفانه و منصفانه این حادثه و «مجازات قانونی عاملان» شد. به گفته مولوی عبدالحمید، هنگامی که او به برخی مسئولان جمهوری اسلامی گفت که موضوع را از طریق قانون پیگیری خواهد کرد، آنان گفتند: «کدام قانون؟ در این استان قانون اجرا نمی‌شود.».[۶۸] وی تأکید کرد: «عاملان حادثه تیراندازی به سوخت‌بران، باید به مجازات قانونی خود برسند و خسارت‌های وارده جبران شود؛ این امر به آرامش مردم و امنیت کمک می‌کند.»[۵۶]
- دیده‌بان حقوق بشر در بیانیه‌ای از مقام‌های جمهوری اسلامی ایران خواستار «تحقیق فوری، شفاف و بی‌طرفانه» پیرامون تیراندازی در منطقه مرزی سراوان شد. دیده‌بان حقوق بشر خواستار آن شد که از افراد مسئول در این خشونت‌ها بازخواست شود و مقام‌های ایران «ضمانت کنند که مأموران مرزی بیشترین احتیاط ممکن را برای احترام به حق حیات و دیگر حقوق بشر به خرج دهند.»[۶۹][۷۰]
- سازمان عفو بین‌الملل ۱۲ اسفند سپاه پاسداران را به نقض قوانین بین‌المللی و استفاده غیرقانونی از سلاح‌های مرگبار علیه سوخت‌بران متهم کرد.[۷۱][۷۲] عفو بین‌الملل در توییت خود نوشت: «وقتی مأموران برخلاف قانون با سلاح گرم به افراد غیرمسلح شلیک می‌کنند، آنها یا قصد کشتن دارند یا اهمیت نمی‌دهند که عمل‌شان به احتمال قوی موجب مرگ می‌شود.» و ادامه داد: «قتل‌های حاصل از چنین اقدامی نه تصادفی بلکه عمدی محسوب می‌شوند و باید به عنوان اعدام‌های فراقضایی مورد تحقیق قرار گیرند.»[۷۳]
- وزارت خارجه آمریکا: ‏ما قتل‌های گزارش شده سوخت‌بران و معترضان توسط نیروهای امنیتی دولتی در استان سیستان و بلوچستان ایران را به شدت محکوم می‌کنیم. استفاده از نیروی مرگبار علیه تظاهرات کنندگان غیرمسلح، نقض آشکار قوانین بین‌المللی است و بی‌اعتنایی بی‌رحمانه به جان انسان‌ها را نشان می‌دهد.[۷۴]
- سازمان ملل متحد: اعلام کرد در جریان اعتراضات سیستان و بلوچستان حدود ۲۳ نفر کشته شدند و از مقام‌های ایران خواست فوراً اینترنت را که برای سانسور اخبار اعتراضات قطع شده وصل کنند. این سازمان روز جمعه ۱۵ اسفند آتش گشودن به روی اقلیت بلوچ و معترضان استان سیستان و بلوچستان را محکوم کرد و از مقام‌های جمهوری اسلامی خواست، هر چه سریع‌تر دسترسی به اینترنت را در این استان برقرار کنند.[۷۵][۷۶][۷۷][۷۸][۷۹]